# Roderpropeller

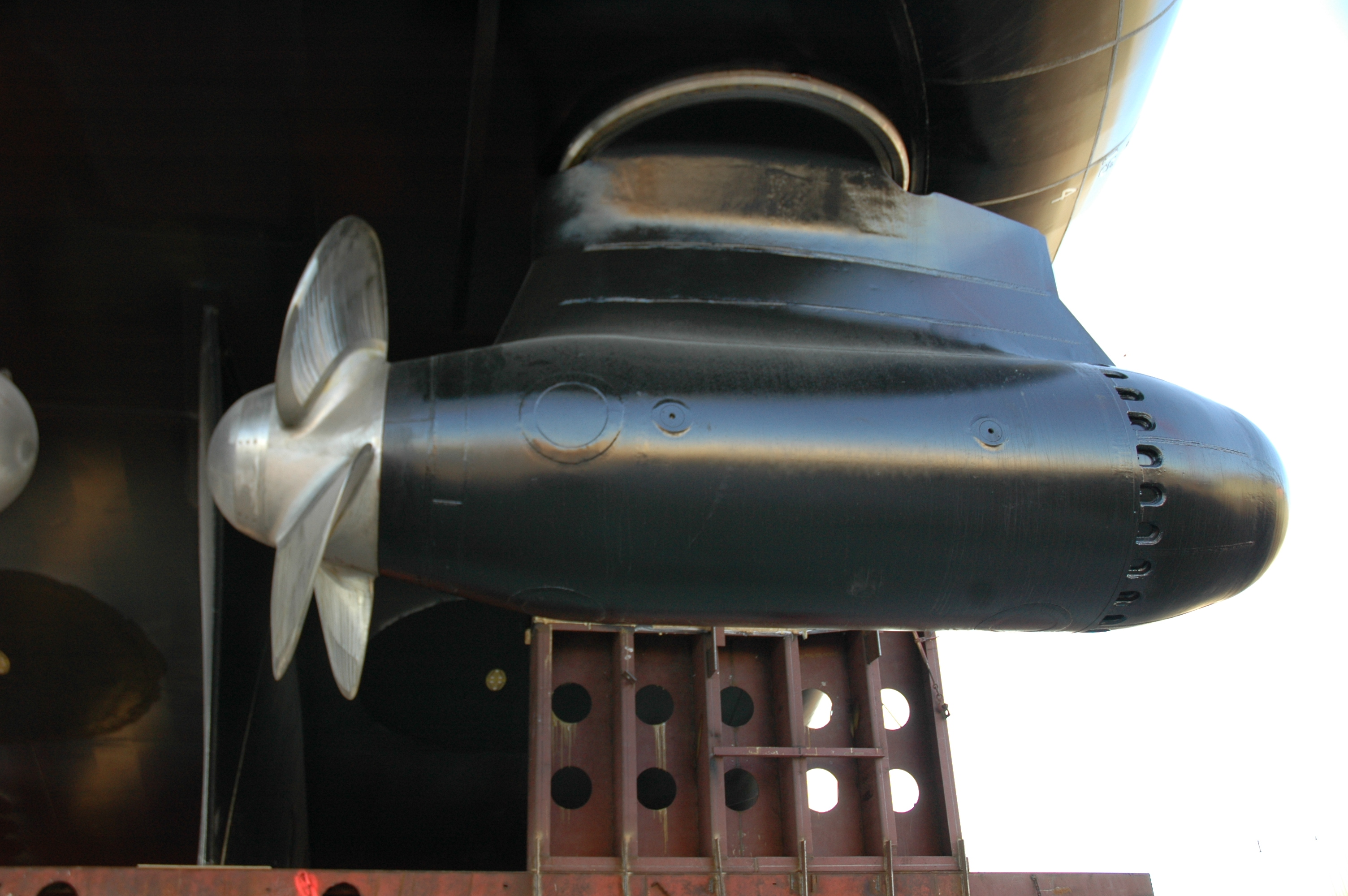
En Azipod på USGCC Mackinac

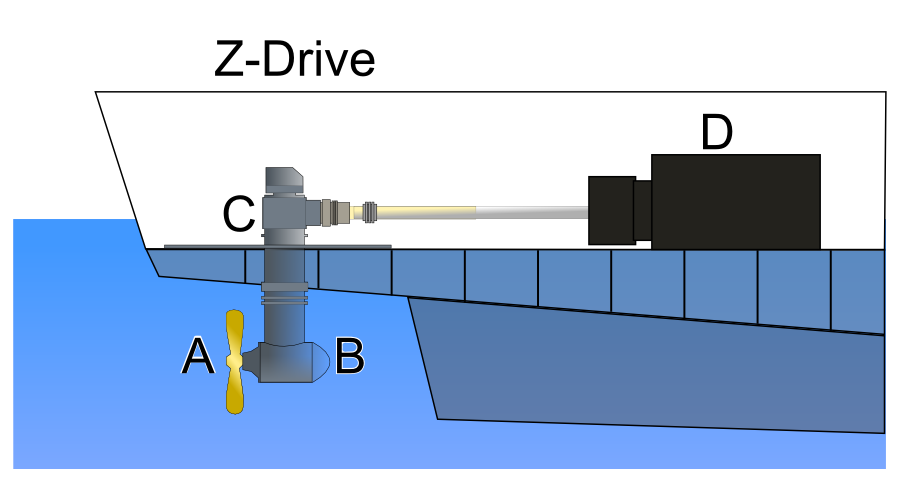
Z-drev, förekommer på mindre fartyg

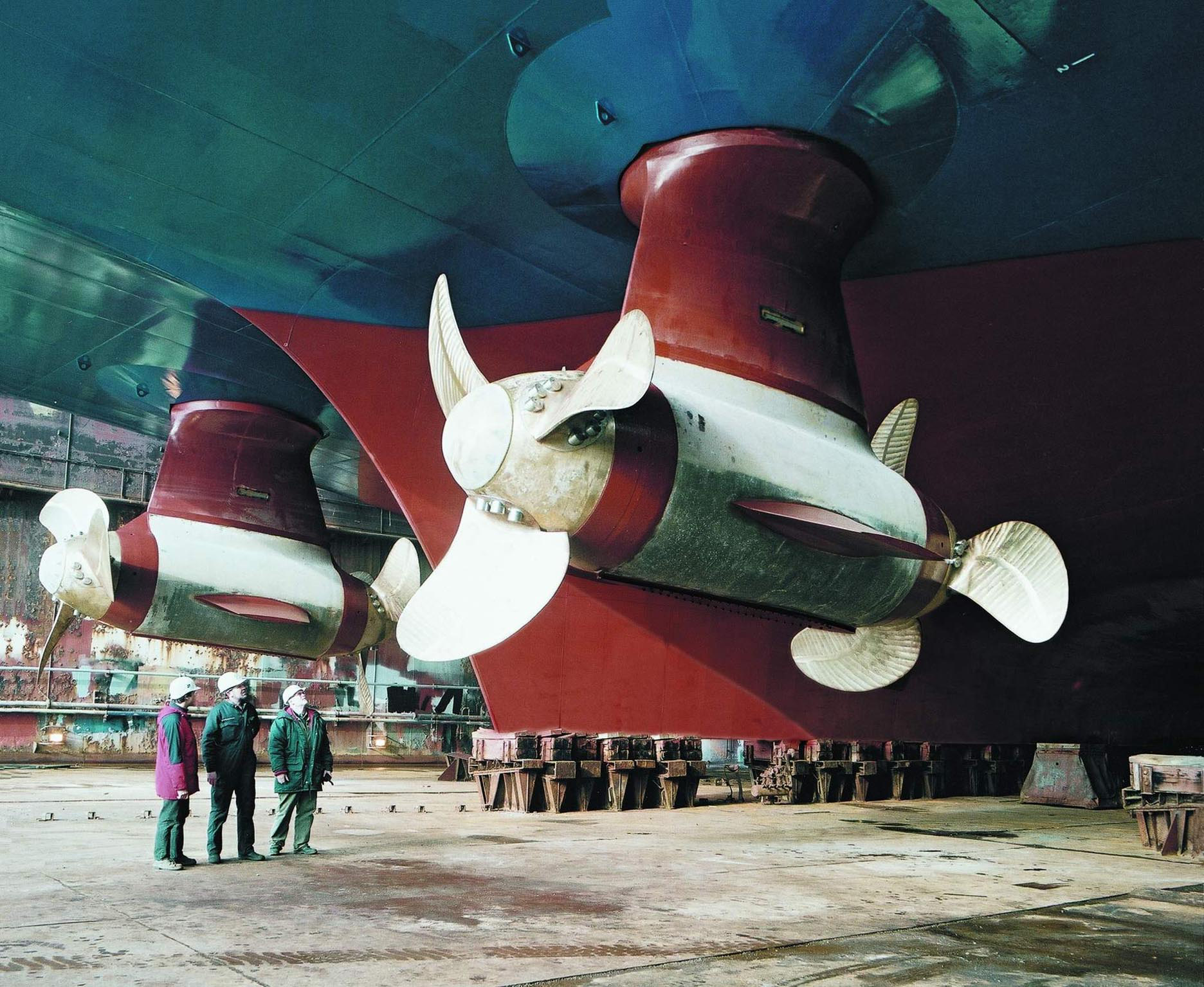
En avancerad roderpropelleranläggning från Siemens-Schottel

En roderpropeller är en enhet på ett fartyg, som överför maskinkraft till dragkraft via en 360-graders roterbar propeller.

## Historik
På 1950- och 1960-talen började flera propellertillverkare pröva på lösningar som skulle ge bättre manöverförmåga och enklare axeldragningar. År 1955 fick F.W. Pleuger och Friedrich Busmann i Tyskland patent på en roderpropeller, men tillverkade den aldrig. Ett av de första företagen att starta tillverkning var F.W. Hollming Oy i Raumo, som tillverkade en enhet de kallade Aquamaster. Ett annat var Schottel Gmbh i Tyskland. Alltefter som tekniken förbättrades med lagringen mot skrovet, uppstod tanken att hela framdrivningsmaskineriet kunde installeras nere framför (eller bakom) propellern, och flera tillverkare kom med sina lösningar. En av pionjärerna var ABBs fabrik i Nordsjö i Helsingfors, som kallade sin version för Azipod. Norska Ulstein var också tidig. Då Hollming sålde sin varvsverksamhet, sålde de rätten till Aquamaster till Ulstein, som i sin tur sammanslogs med brittiska Rolls-Royce plc.

## Teknik
Denna typ av enhet är vanlig på fartyg som är i behov av enkel och snabb manövrering, exempelvis i hamnpartier med små marginaler. Eftersom styrningen i alla riktningar är kontrollerad av roderpropellern, saknar sådana fartyg egentliga roder. Detta medför att en viss fart med propellerutslag måste uppnås för att ändra riktning på fartyget. Fartyget kan alltså inte ändra position utan rotation på propelleraxeln. (En viss styrfunktion uppstår utan propellervarvtal om fartyget har fart genom vattnet då maskinen stannar, men den kan vara svårförutsägbar)  Manövreringen utförs med en 360-graders roterbar joystick uppe på bryggan.
På bilfärjor är detta en vanlig företeelse då det i hamnen kan vara trångt, och egenskapen att då kunna rotera på stället utan att ta mer utrymme än fartygets längd, är alltmer eftersträvat. Detta förutsätter dock att styrpropellrar är monterade i såväl för som i aktern av fartyget.
Roderpropellern kan vara uppbyggd på två sätt:
–Antingen har man en propelleraxel i azipodens nedre del. Denna går parallellt med fartygets vattenlinje. Genom ett drev överförs kraften från en lodrät axel (vinkelrät mot vattenlinjen), som i sin tur är nedväxlad från en vanlig dieselmotor, även kallat z-drev.
–Eller också utnyttjar man ett diesel-elektriskt maskineri. Med detta menas att hela växelhuset i det nedre partiet, är ersatt av en elektrisk motor, med tillräcklig effekt för att driva fram fartyget. Strömmen kommer från en vanlig dieselgenerator, som inte behöver sitta i direkt anknytning till propelleraggregatet.

## Olika tillämpningar
På större fartyg som kryssningsfartyg, brukar roderpropellrar i aktern vara kombinerade med en eller flera tvärsmonterade bogpropellrar för att få bästa möjliga manöverduglighet. Andra fördelar är att den sparar utrymme, då det inte behöver reserveras utrymme för invecklade propelleraxelarrangemang, att själva propellern kan vara enklare beskaffad, då den inte behöver ha variabel bladstigning, eftersom den elektriska motorn lätt kan reverseras och har sitt fulla vridmoment mer eller mindre oberoende av varvtal. Samtidigt kan dieslarna köras på sina optimala varvtal, därmed reducerande slitage och utsläpp. Ytterligare en fördel är att vattenflödet under skrovet är lättare att få optimalt då det inte är axelarrangemang i vägen, dessutom monteras propellrarna ofta så att de drar i stället för att knuffa, eller bäggedera, därmed ännu förbättrande vattenflödet.
Så gott som alla isbrytare som byggs idag är utrustade med roderpropellrar. Därmed åtskilligt förenklande deras propellerteknik och förbättrande manöverdugligheten. Rederiet Neste Shipping har experimenterat med isbrytande tankfartyg. Tankfartygen MT Mastera och MT Tempera försågs vid bygget 2002 med kraftiga roderpropellrar, och akterskeppet utformades som en isbrytarstäv, så när packisen i arktiska farvatten började bli besvärlig, vände de helt sonika och backade genom isen. En annan fördel med roderpropeller är alltså att den kan applicera lika stor effekt bakåt som framåt.
Olika forsknings- och borrfartyg har stor nytta av roderpropellrar då de ska hållas helt still i förhållande till havsbottnen. De kan tillämpa vad som kallas Dynamiskt positioneringssystem, en datastyrd anläggning som med hjälp av noggrann positionsbestämning, såsom till exempel DGPS, gyrokompass och roderpropellrar, kan hålla fartyget exakt på samma punkt även i ganska hårt väder, så länge dragkraften överstiger de rubbande krafterna av väder och vind.